# Les Oubliées
Pour les articles homonymes, voir Les Oubliés.
Les Oubliées est une mini-série française en six épisodes de 52 minutes, créée par Hervé Hadmar et Marc Herpoux, et diffusée du 19 janvier au 2 février 2008 sur France 3.
Il s'agit de la première collaboration entre Hervé Hadmar et Marc Herpoux.

## Synopsis
Elles étaient blondes, elles étaient jeunes. En 15 ans, 6 d'entre elles ont disparu. Aucun corps retrouvé. Juste des vêtements, soigneusement lavés, repassés et pliés ; des vêtements découverts sur des bancs publics, quelque part entre Lille et Boulogne-sur-Mer.
Depuis 15 ans, Christian Janvier enquête. Un homme habité, hanté par celles qu'il appelle « Les Oubliées ». Un homme qui se rend compte qu'autour de lui, « tout le monde a quelque chose à cacher ». Un homme malade, qui souffre de troubles de la mémoire. Des troubles qui s'accentuent avec le temps.
Christian Janvier n'a pas le choix : il faut trouver la vérité avant de tout oublier.

## Distribution
- Jacques Gamblin : Capitaine Christian Janvier
- Fabien Aïssa Busetta : Sous-lieutenant Olivier Ducourt
- Nathalie Besançon : Suzane Janvier
- Priscilla Attal : Caroline Janvier
- Frédéric Bouraly  : Bourgeux
- Arsène Jiroyan : Roland Guerrand
- Didier Constant : Le gendarme Hermant
- William Nadylam : Le juge Galbert
- Annie Bertin : Madame Juisnard
- Véronique Billia : Lisa
- Eric Bonicatto : Le père d'Alice
- Morgane Cabot : Clara
- M Pink Christofalo : Adjudant Préfet Tiriac
- Hélène Darras : Catherine
- Swan Demarsan : Le vendeur de téléphone
- Samir Djama : Cédric
- Bruno Esposito
- Paulette Frantz
- Bernard Graczyk : Monsieur Fontrave
- Réginald Huguenin
- Bernard Legrand : Préfet Tiriac
- Louise Lemoine Torrès : Cécile
- Agathe Louvieaux : Charlotte
- Corinne Masiero
- Alexandra Michel
- Thierry Sebban : Moutier
- Geoffroy Thiebaut : Serge Perreau

## Production

### Développement
L'idée de la série vient de la constatation par les deux créateurs que dans certaines affaires criminelles, une personne peut s'impliquer dans l'enquête jusqu'à l'obsession, quitte à se mettre en danger, comme dans le film Zodiac de David Fincher. Ils inventent donc une affaire pour raconter l'histoire d'un homme qui essaye de la résoudre depuis plus de 15 ans.

### Fiche technique
- Titre original français : Les Oubliées
- Création : Hervé Hadmar et Marc Herpoux
- Réalisation : Hervé Hadmar
- Scénario : Hervé Hadmar et Marc Herpoux
- Décors :
- Costumes :
- Photographie : Jean-Max Bernard
- Montage : Didier Vandewattyne
- Musique : Éric Demarsan
- Casting :
- Production : Jean-Pierre Fayer et Fabienne Servan-Schreiber
- Sociétés de production : Cinétévé, CRRAV, AT Productions et RTBF
- Sociétés de distribution (télévision) : France 3 (France)
- Budget :
- Pays d'origine :  France
- Langue originale : France
- Format : couleur
- Genre : Drame, Thriller
- Durée : 312 minutes (6 x 52 minutes)

## Épisodes
1. Anne, disparue le 4 mai 2004
2. Isabelle, disparue le 22 mars 1996
3. Alice, disparue le 20 juin 2000
4. Nathalie, disparue le 2 mai 1991
5. Elsa, disparue le 24 mai 2005
6. Catherine, disparue le 21 mars 2003

## Accueil

### Audiences
Les deux premiers épisodes attirent en moyenne 3,74 millions de téléspectateurs, soit 17,3 % de part d'audience. 
Les deux derniers épisodes sont suivis en moyenne par 2,38 millions de téléspectateurs, soit 11,3 % du public.

### Réception critique
La série a reçue aussi bien des critiques négatives que positives. Bien que c'est une série française qui tient la route pour certains internautes, d'autres trouvent que la série n'a aucune empathie.

## Produits dérivés

### Sorties en DVD et Blu-ray
Le coffret DVD est disponible depuis le 6 février 2008.